# Kanton Saint-Amand-les-Eaux
Kanton Saint-Amand-les-Eaux is een kanton van het arrondissement Valenciennes in het Franse Noorderdepartement. Het kanton is in 2015 gevormd uit de gemeenten van de kantons Saint-Amand-les-Eaux-Rive droite en Saint-Amand-les-Eaux-Rive gauche, die toen werden opgeheven, de gemeente Wallers van het eveneens opgeheven kanton Valenciennes-Nord en Hélesmes van het kanton Denain, dat in een andere samenstelling bleef bestaan.

## Gemeenten
Het kanton omvat de volgende gemeenten:
- Bousignies
- Brillon
- Bruille-Saint-Amand
- Château-l'Abbaye
- Flines-lès-Mortagne
- Hasnon
- Hélesmes
- Lecelles
- Maulde
- Millonfosse
- Mortagne-du-Nord
- Nivelle
- Raismes
- Rosult
- Rumegies
- Saint-Amand-les-Eaux (hoofdplaats)
- Sars-et-Rosières
- Thun-Saint-Amand
- Wallers